# Lojeŭ
Lojeŭ (belarusiska: Лоеў, samt ryska: Лоев: Lojev) är en köping i Belarus. Den ligger i voblasten Homels voblast, i den sydöstra delen av landet, 300 km sydost om huvudstaden Mіnsk. Lojeŭ ligger 132 meter över havet och antalet invånare är 6 733.

## Natur och klimat
Terrängen runt Lojeŭ är platt. Runt Lojeŭ är det glesbefolkat, med 16 invånare per kvadratkilometer.. Det finns inga andra samhällen i närheten.
Omgivningarna runt Lojeŭ är en mosaik av jordbruksmark och naturlig växtlighet.